# Náhubkový zákon
Náhubkový zákon je populární označení novelizace trestního řádu v oblasti poskytování informací o trestním řízení a osobách na něm zúčastněných. Konkrétně šlo o zákon č. 52/2009 Sb., který s účinností od 1. dubna 2009 novelizoval znění § 8a a zavedl nová ustanovení § 8b a 8c trestního řádu, dále zrušil část zákona o přestupcích a novelizoval zákon o ochraně osobních údajů i tehdejší trestní zákon.

## Omezení informací o trestním řízení
Původní znění trestního řádu omezovalo pouze orgány činné v trestním řízení, které sice měly informovat veřejnost o své činnosti, ale pouze tak, aby zároveň neohrožovaly objasnění skutečností důležitých pro posouzení věci, nezveřejňovaly informace s trestním řízení nesouvisející a neporušovaly zásadu presumpce neviny. Náhubkovým zákonem jim bylo navíc uložena povinnost nezveřejňovat informace z přípravného řízení, díky kterým by bylo možné ztotožnit osobu, proti které se trestní řízení vede, poškozené, svědky nebo další zúčastněné osoby, a zvláště pak chránit práva osob mladších 18 let. Navíc pokud by si právo poskytovat informace vyhradil státní zástupce, mohou policejní orgány informovat jen s jeho předchozím souhlasem. Dále byla zakotvena povinnost mlčenlivosti těm, kteří by informace z probíhajícího trestního řízení získali pro plnění svých zákonných povinností, a především obecná povinnost všech nezveřejňovat informace, které by mohly vést ke ztotožnění osoby poškozeného, který je osobou mladší 18 let nebo vůči němuž byl spáchán některý z taxativně vyjmenovaných trestných činů (např. vražda, zabití, obchodování s lidmi, znásilnění, týrání svěřené osoby apod.). Zvláště byl pro tyto účely upraven zákaz zveřejňování obrazových a zvukových záznamů nebo jiných informací o průběhu hlavního líčení nebo veřejného zasedání a možnost ve veřejných sdělovacích prostředcích zveřejnit pravomocný rozsudek pouze bez uvedení jeho jména, příjmení, bydliště a případně dalších informací podle rozhodnutí soudce.
Hlavní důvod, proč byla tato novelizace trestního řádu pojmenována jako náhubkový zákon, však spočíval v zákazu zveřejňování všech odposlechů, uskutečněných v trestním řízení, ledaže by k tomu odposlouchávaná osoba dala souhlas. Po veřejných kontroverzích s tím spojených pak s účinností od 3. srpna 2011 došlo k jistému zmírnění, když informace o trestním řízení lze v nezbytném rozsahu zveřejnit, odůvodňuje-li to veřejný zájem, který v daném případě převáží nad právem na ochranu soukromí dotčené osoby. Kromě toho mohou být zveřejněny i pro účely policejného pátrání, nebo pokud k tomu dotčená osoba dá souhlas.

## Sankce
Fyzická osoba, která poruší zákaz zveřejnění osobních údajů, spáchá přestupek, za který ji Úřad pro ochranu osobních údajů může uložit pokutu až do výše 1 000 000 Kč. Pokud jej ale spáchá prostřednictvím tisku, filmu, rozhlasu, televize, internetu nebo jiným obdobným způsobem, hrozí jí pokuta až do výše 5 000 000 Kč. Stejné sankce hrozí i právnické osobě nebo podnikající fyzické osobě.
Náhubkový zákon také zavedl nový trestný čin „Neoprávněné nakládání s osobními údaji“, který byl od roku 2010 převzat i novým trestním zákoníkem. Dopustí se jej v těchto souvislostech ten, kdo, byť i z nedbalosti, neoprávněně zveřejní, sdělí, zpřístupní, jinak zpracovává nebo si přisvojí osobní údaje získané v souvislosti s trestním řízením, a způsobí tím vážnou újmu na právech nebo oprávněných zájmech osoby, jíž se tyto osobní údaje týkají. Hrozí mu pak trest odnětí svobody až na tři léta nebo trest zákazu činnosti, pokud jej ale podobně jako u uvedeného přestupku spáchá prostřednictvím tisku, filmu, rozhlasu, televize, internetu nebo jiným obdobným způsobem, může jít o odnětí svobody na jeden rok až pět let. V případě škody nebo prospěchu velkého rozsahu dokonce tři roky až osm let. Vzhledem k subsidiaritě trestní represe by ovšem spáchání tohoto trestného činu přicházelo do úvahy jen tehdy, pokud by jednání pachatele bylo společensky škodlivé a nepostačovalo by jeho postižení prostřednictvím uvedeného přestupku, zakotveného v zákoně o ochraně osobních údajů.